# Campionati europei di pattinaggio di figura 2024 - Danza sul ghiaccio
La gara della danza sul ghiaccio ai campionati europei di pattinaggio di figura 2024 si è svolta dal 12 al 13 gennaio 2024 alla Žalgiris Arena di Kaunas in Lituania.

## Risultati
| Rank | Atleta                                       | Nazione     | Totale | RD | RD    | FD                                | FD                                |
| ---- | -------------------------------------------- | ----------- | ------ | -- | ----- | --------------------------------- | --------------------------------- |
| 1    | Charlène Guignard Marco Fabbri               | Italia      | 214.38 | 1  | 86.80 | 1                                 | 128.58                            |
| 2    | Lilah Fear Lewis Gibson                      | Regno Unito | 210.82 | 2  | 85.20 | 2                                 | 125.62                            |
| 3    | Allison Reed Saulius Ambrulevičius           | Lituania    | 203.37 | 3  | 80.73 | 3                                 | 122.64                            |
| 4    | Evgenia Lopareva Geoffrey Brissaud           | Francia     | 197.17 | 4  | 78.47 | 4                                 | 118.70                            |
| 5    | Loïcia Demougeot Théo le Mercier             | Francia     | 192.15 | 8  | 75.69 | 5                                 | 116.46                            |
| 6    | Juulia Turkkila Matthias Versluis            | Finlandia   | 192.08 | 6  | 76.36 | 6                                 | 115.72                            |
| 7    | Natálie Taschlerová Filip Taschler           | Rep. Ceca   | 191.55 | 5  | 76.68 | 7                                 | 114.87                            |
| 8    | Diana Davis Gleb Smolkin                     | Georgia     | 189.46 | 7  | 76.33 | 8                                 | 113.13                            |
| 9    | Kateřina Mrázková Daniel Mrázek              | Rep. Ceca   | 182.33 | 9  | 75.19 | 11                                | 107.14                            |
| 10   | Yuka Orihara Juho Pirinen                    | Finlandia   | 179.71 | 10 | 68.59 | 9                                 | 111.12                            |
| 11   | Jennifer Janse van Rensburg Benjamin Steffan | Germania    | 178.78 | 11 | 68.37 | 10                                | 110.41                            |
| 12   | Marie Dupayage Thomas Nabais                 | Francia     | 170.98 | 13 | 65.15 | 12                                | 105.83                            |
| 13   | Carolane Soucisse Shane Firus                | Irlanda     | 168.19 | 12 | 66.69 | 13                                | 101.50                            |
| 14   | Mariia Holubtsova Kyryl Bielobrov            | Ucraina     | 163.64 | 14 | 62.40 | 14                                | 101.24                            |
| 15   | Victoria Manni Carlo Röthlisberger           | Italia      | 163.09 | 15 | 62.26 | 15                                | 100.83                            |
| 16   | Paulina Ramanauskaitė Deividas Kizala        | Lituania    | 154.85 | 20 | 60.76 | 16                                | 94.09                             |
| 17   | Phebe Bekker James Hernandez                 | Regno Unito | 154.75 | 19 | 61.19 | 17                                | 93.56                             |
| 18   | Mariia Pinchuk Mykyta Pogorielov             | Ucraina     | 153.58 | 17 | 61.42 | 18                                | 92.16                             |
| 19   | Maria Nosovitskaya Mikhail Nosovitskiy       | Israele     | 147.67 | 16 | 61.72 | 19                                | 85.95                             |
| 20   | Solène Mazingue Marko Jevgeni Gaidajenko     | Estonia     | 144.74 | 18 | 61.38 | 20                                | 83.36                             |
| 21   | Charise Matthaei Max Liebers                 | Germania    | 59.74  | 21 | 59.74 | Non qualificati alla danza libera | Non qualificati alla danza libera |
| 22   | Leia Dozzi Pietro Papetti                    | Italia      | 58.71  | 22 | 58.71 | Non qualificati alla danza libera | Non qualificati alla danza libera |
| 23   | Sofía Val Asaf Kazimov                       | Spagna      | 58.04  | 23 | 58.04 | Non qualificati alla danza libera | Non qualificati alla danza libera |
| 24   | Maria Sofia Pucherová Nikita Lysak           | Slovacchia  | 56.09  | 24 | 56.09 | Non qualificati alla danza libera | Non qualificati alla danza libera |
| 25   | Mariia Ignateva Danijil Szemko               | Ungheria    | 55.04  | 25 | 55.04 | Non qualificati alla danza libera | Non qualificati alla danza libera |
| 26   | Sofiia Dovhal Wiktor Kulesza                 | Polonia     | 54.96  | 26 | 54.96 | Non qualificati alla danza libera | Non qualificati alla danza libera |
| 27   | Milla Ruud Reitan Nikolaj Majorov            | Svezia      | 54.89  | 27 | 54.89 | Non qualificati alla danza libera | Non qualificati alla danza libera |
| 28   | Layla Karnes Liam Carr                       | Regno Unito | 54.10  | 28 | 54.10 | Non qualificati alla danza libera | Non qualificati alla danza libera |
| 29   | Hanna Jakucs Alessio Galli                   | Paesi Bassi | 53.51  | 29 | 53.51 | Non qualificati alla danza libera | Non qualificati alla danza libera |
| 30   | Lucy Hancock Ilias Fourati                   | Ungheria    | 53.47  | 30 | 53.47 | Non qualificati alla danza libera | Non qualificati alla danza libera |
| 31   | Arianna Sassi Luca Morini                    | Svizzera    | 53.06  | 31 | 53.06 | Non qualificati alla danza libera | Non qualificati alla danza libera |
| 32   | Adrienne Carhart Oleksandr Kolosovskyi       | Azerbaigian | 49.53  | 32 | 49.53 | Non qualificati alla danza libera | Non qualificati alla danza libera |
| 33   | Olivia Shilling Léo Baeten                   | Belgio      | 47.51  | 33 | 47.51 | Non qualificati alla danza libera | Non qualificati alla danza libera |